# Au creux de la Terre et autres histoires
Pour les articles homonymes, voir Creux.

Au creux de la Terre et autres histoires (B.P.R.D.: Hollow Earth and Other Stories) est le premier tome de la série de bande dessinée BPRD, dérivée de Hellboy.

## Synopsis
Liz Sherman a disparu, l'équipe du BPRD constituée d'Abe Sapien, Roger l'homoncule et Johann Kraus s'enfoncent dans les entrailles de la Terre pour la retrouver. Ils ne sont pas au bout de leurs surprises.